# Соме, Питер
Питер Кимели Соме — кенийский легкоатлет, который специализируется в беге на длинные дистанции.
Выступления на международной арене начал в 2008 году. На чемпионате мира по кроссу 2008 года занял 7-е место в личном первенстве в забеге юниоров, а также стал победителем в командном зачёте. На следующий год выиграл бронзовую медаль чемпионата Африки среди юниоров на дистанции 10 000 метров — 28.53,64. В 2010 году он дебютирует на шоссейных пробегах, сначала он выигрывает полумарафон в Ницце с результатом 1:01.34, затем становится победителем Римского полумарафона, показав время 1:01.51. В конце года дебютирует на марафонской дистанции, на марафоне в Венеции занимает 8-е место — 2:15.16.
Занял 4-е место на Франкфуртском марафоне 2012 года — 2:08.29. В 2013 году занял 2-е место на Лиссабонском полумарафоне с личным рекордом — 1:00.21 и выиграл Парижский марафон с личным рекордом — 2:05.38. На чемпионате мира 2013 года в Москве занял 9-е место с результатом 2:11.47.
В сезоне 2014 года выступил на 2-х марафонах. 23 февраля занял 5-е место на Токийском марафоне с результатом 2:07.05. 19 октября занял 6-е место на Toronto Waterfront Marathon — 2:10.08.
Спортивный сезон 2015 года начал с участия в Токийском марафоне, на котором финишировал на 5-м месте — 2:07.22.

## Семья
Его отец Соме Муге известный в прошлом легкоатлет. Его родные братья Мэтью Кисорио и Николас Тогом также являются профессиональными бегунами.